# Daniel Koch
Daniel Koch (* 13. April 1955 in Biel) ist ein Schweizer Arzt und ehemaliger leitender Bundesangestellter. Er war von 2008 bis 2020 Leiter der Abteilung «Übertragbare Krankheiten» beim Bundesamt für Gesundheit (BAG).

## Leben, Ausbildung, Berufstätigkeit
Daniel Koch wurde in Biel geboren, aufgewachsen ist er im Wallis, als Sohn eines Arztes und einer Krankenschwester. Als er sieben Jahre alt war, starben beide Eltern an einer Krankheit. Zuerst kam er in eine Pflegefamilie, mit 17 Jahren ging er zurück zu seiner Grossmutter nach Biel, wo er am Deutschen Gymnasium Biel die Matur erlangte. Danach studierte er an der Universität Bern Medizin, dann arbeitete er einige Jahre lang als Assistenzarzt.
Von 1988 bis 2002 war er für das Internationale Komitee des Roten Kreuzes (IKRK) tätig, zuerst als medizinischer Koordinator in Krisengebieten, unter anderem während des Bürgerkriegs in Sierra Leone, in Uganda, Südafrika und Peru. Ab 1997 war er medizinischer Mitarbeiter am Hauptsitz des IKRK in Genf, wo er für die medizinischen Programme in Afrika zuständig war.
1996/97 ergänzte Koch seine Ausbildung mit einem Nachdiplomstudium an der Johns-Hopkins-Universität in Baltimore USA, das er mit einem Master in Öffentlicher Gesundheit (MPH) abschloss.
Ab 2002 war er für das BAG in unterschiedlichen Ressorts tätig. Er war Mitglied der Taskforce gegen die SARS-Pandemie 2002/2003 und die Vogelgrippe H5N1. Bis 2006 leitete er die Sektion «Impfungen». Von 2006 bis 2008 leitete er die Sektion «Pandemievorbereitung».

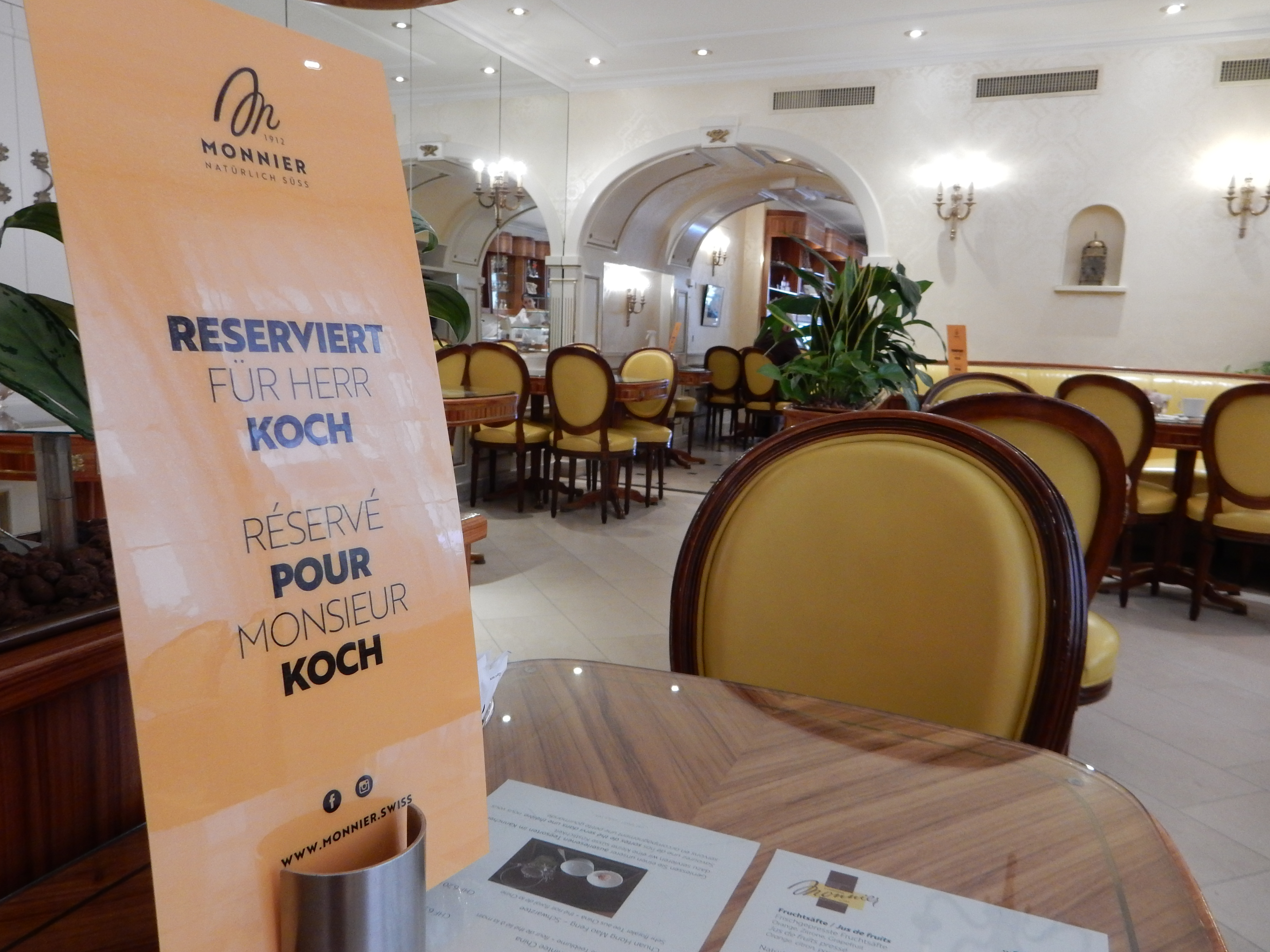
«Reserviert für Herr Koch»: Anspielung in einem Restaurant auf die von Daniel Koch ausgearbeitete Empfehlung, in Restaurants Abstände zwischen den Tischen zu halten

Schweizweite Bekanntheit erlangte Daniel Koch im Frühjahr 2020 während der COVID-19-Pandemie durch seine mediale Präsenz in den Schweizer Medien als Leiter der Abteilung «Übertragbare Krankheiten» beim BAG.
Am 1. April 2020 übernahm Stefan Kuster seine Stellung in der Behörde. Koch arbeitete bis zur Bewältigung der ersten Welle mit dem Titel «Delegierter des BAG für COVID-19» und vertrat das BAG weiterhin in der Öffentlichkeit. Er nahm unter anderem an allen Pressekonferenzen des Bundesrats teil. Als der Bundesrat am 27. Mai 2020 das bevorstehende Ende der ausserordentlichen Lage ankündigte, trat Koch in den Ruhestand. Gesundheitsminister Alain Berset dankte ihm für seinen Einsatz. Weniger positiv wurde die Arbeit Daniel Kochs von einigen Schweizer Virologen aufgenommen, weil das BAG zu spät auf Warnungen reagiert habe und Daniel Koch auch lange nach Beginn des Lockdowns nicht bereit war, Expertenmeinungen einzuholen.
Koch wurde im Jahr 2021 zum medizinischen Berater der UEFA für die Fussball-Europameisterschaft 2021 im Zusammenhang mit der COVID-19-Pandemie ernannt.
Von November 2020 bis Mai 2021 war Koch Gesprächspartner von Stefan Büsser in dessen Podcast Hockdown zu Coronathemen.
Koch ist verheiratet mit einer Ukrainerin. Aus seiner früheren Ehe hat er zwei erwachsene Töchter. Neben seinem Engagement im Gesundheitssektor setzt er sich bei Certodog (Stiftung für das Wohl des Hundes) für den Tierschutz ein. Er selbst hält zwei Boxer und einen Schlittenhund. In seiner Freizeit betreibt er Canicross-Sport und läuft Halbmarathon und Marathon.